# Чёрный карлик (роман)
«Чёрный ка́рлик» (англ. The Black Dwarf) — исторический роман Вальтера Скотта, опубликованный в 1816 году. Опубликован вместе с «Пуританами» и входит в серию «Рассказы трактирщика» (англ. Tales of My Landlord). Первоначально планировалось выпустить четыре тома, содержащие различный сюжет и описывающие разные области Шотландии, но последние три тома составил роман «Пуритане».

## Предыстория
Скотт решил провести эксперимент над читающей публикой, взяв для «Рассказов трактирщика» новый псевдоним. Писатель объявил, что берёт заслуженный «отпуск», а сам заново появился в образе учителя Джедедии Клейшботама (англ. Jedediah Cleishbotham) из вымышленного города Гандерклау. Предполагалось, что Клейшботам редактирует и обрабатывает истории, которые набросал его младший коллега, покойный Питер Пэттисон. А сам Пэттисон якобы слышал эти рассказы от трактирщика. Вальтер Скотт надеялся, что читатели поверят в появление нового талантливого писателя, поэтому опубликовал «Чёрного карлика» не в Archibald Constable & Co., как обычно, а у конкурентов этого издательства.
Главным героем романа является реально существовавший карлик Дэвид Ри́тчи (англ. David Ritchie), с которым писатель познакомился летом 1797 года. Молодой Скотт навещал своего друга Адама Фергюсона. Ритчи, родившийся в 1735 году, был известной фигурой в тех краях. Эксцентричный, раздражительный, подозрительный и завистливый, он также очень чувствительно относился к насмешкам и даже чужим взглядам, ненавидел детей и чужаков, но чрезвычайно любил природу и мог часами любоваться красивым пейзажем. Фергюсон познакомил его с Вальтером Скоттом, который был очень заинтересован и спустя пять лет после смерти Ритчи издал роман, посвященный ему.